# Ktyrimisca setifemur
Ktyrimisca setifemur là một loài ruồi trong họ Asilidae. Ktyrimisca setifemur được Lehr miêu tả năm 1967. Loài này phân bố ở vùng Cổ Bắc giới.